# Povo barngarla

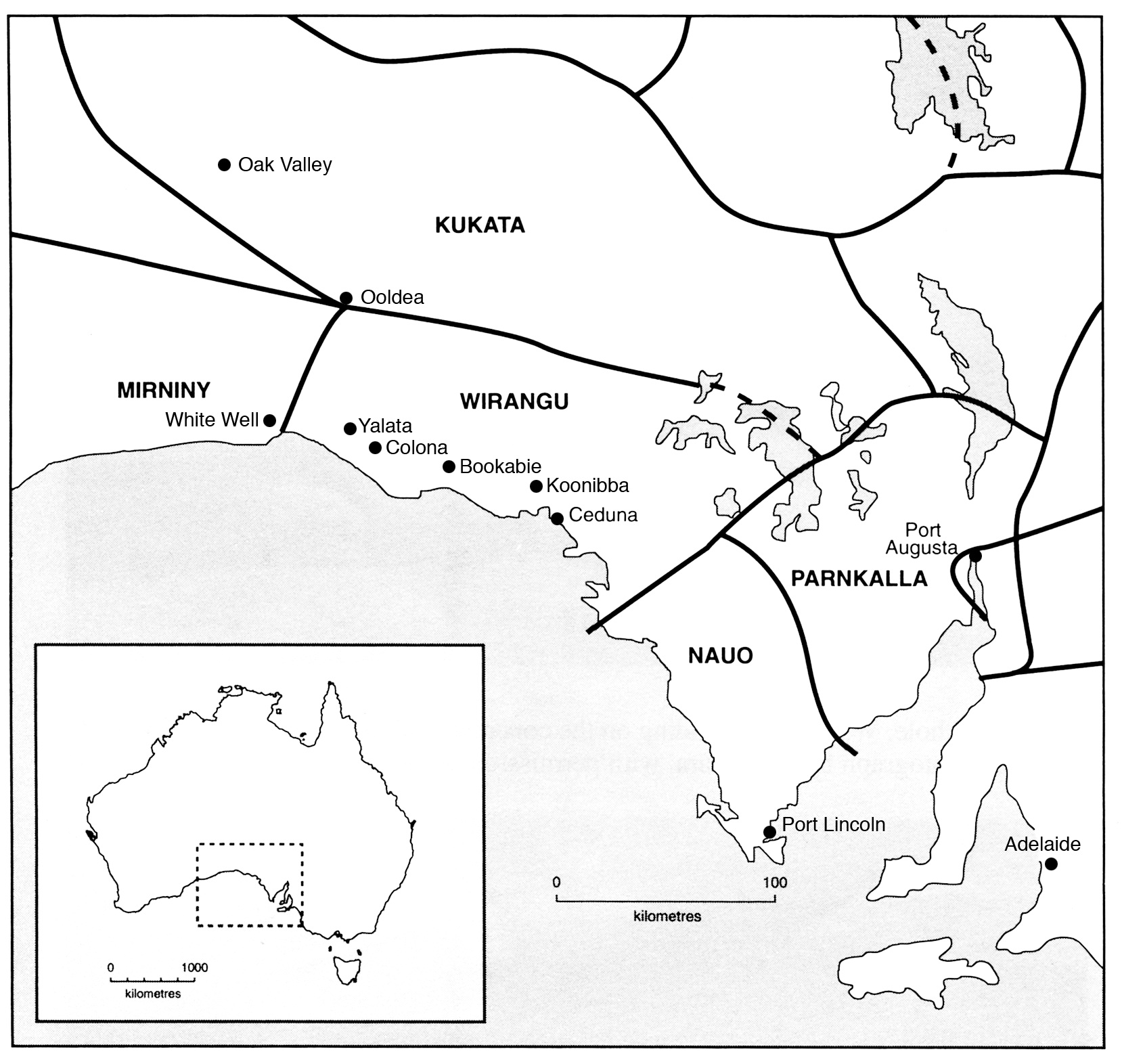
Línguas aborígenes da Austrália Meridional.

O povo barngarla, (historicamente também escrito como parnkalla ou pangkala), é um grupo nativo da Austrália Meridional e os proprietários tradicionais de grande parte da Península de Eyre. Sua língua, a barngarla [en], pertence à língua yura [en] e está sendo revitalizada por meio de um esforço da Universidade de Adelaide.
Suas terras tradicionais abrangiam grande parte da Península de Eyre superior, incluindo Port Lincoln, Whyalla e as terras a oeste de Port Augusta. Tradicionalmente, o povo barngarla vivia na costa e visitava o interior sazonalmente ou para cerimônias e propósitos especiais. A reivindicação de título nativo barngarla cobre 44.481 km², cerca de dois terços da Península de Eyre. Em 2015, essa reivindicação foi reconhecida e, em 2023, o povo barngarla venceu uma decisão no tribunal federal para impedir a construção de uma instalação de descarte de resíduos nucleares em suas terras.
O povo barngarla tradicionalmente usava capas feitas de pele de canguru e dependia principalmente de frutos-do-mar, mas também caçava canguru, emu, cobras e vários lagartos dependendo da estação. As sementes de nondo (provavelmente de Acacia sophorae) e o Carpobrotus modestus eram alimentos especialmente valorizados. Um livro intitulado Wardlada Mardinidhi documenta a localização e os nomes das plantas medicinais barngarla.
O Tempo do Sonho barngarla é fortemente centrado em um grande complexo mítico conhecido como as Sete Irmãs [en]. A principal figura espiritual masculina dessa narrativa é chamada Yulanya, da qual derivam os nomes de Uley, Yeelanna, Yallunda Flat, além das localidades menores de Yallunna, Yulina e Palanna Fountain, na Península de Eyre.
Uma prática conhecida como "cantar para os tubarões" era um ritual importante na cultura barngarla. A interpretação consistia em homens alinhados nos penhascos das baías da Península de Eyre cantando, enquanto mulheres dançavam na praia acompanhando os cânticos. O objetivo era convocar tubarões e golfinhos para direcionar cardumes à costa, onde pescadores nas águas rasas podiam capturá-los.
Pouco antes da invasão pelos colonos ingleses "livres", os barngarla estavam sob pressão dos Kokatha, que avançavam para o sul, forçando os barngarla a recuar de suas fronteiras tradicionais ao norte. Um efeito disso foi a perda de acesso a certas madeiras usadas na fabricação de lanças, levando-os a buscar suprimentos de Eucalyptus multicaulis até Tumby Bay.
Os barngarla e os nauo estiveram mais envolvidos em conflitos com colonos europeus do que qualquer outro povo na Austrália Meridional após a colonização do estado. Na década seguinte ao estabelecimento de Port Lincoln em 1839, os barngarla atacaram estações pastoris, com colonos locais realizando matanças vigilantes e a polícia retaliando indiscriminadamente. Essa guerra não declarada [en] entre colonos brancos e o povo barngarla continuou pelo menos até 1862. O povo barngarla é um dos muitos grupos indígenas que preservam uma história oral do Massacre da Baía de Waterloo [en], onde até 260 barngarla, nauo, kokatha e wirangu podem ter sido empurrados de penhascos para o mar.
Em 1850, a Escola Barngarla, operada por Clamor Wilhelm Schürmann, e a primeira missão anglicana foram estabelecidas em Poonindie no rio Tod, em terras barngarla. As condições de vida em Poonindie eram básicas, sem água corrente, com superlotação e falta de comida e medicamentos. Em 1894, a missão fechou, e a maioria dos residentes foi transferida para as missões Point Pearce e Point McLeay, embora alguns permanecessem em suas terras. A comunidade barngarla foi profundamente afetada pela Lei dos Aborígenes de 1911, que levou às gerações roubadas e à perda da barngarla como língua materna.

## Língua
A barngarla era a língua dominante da Península de Eyre antes do assentamento europeu. O último falante fluente teria morrido na década de 1960, embora alguns membros barngarla das gerações roubadas mantivessem conhecimento da língua por meio de letras em canções.
O linguista israelense Professor Ghil'ad Zuckermann contatou a comunidade barngarla em 2011, propondo sua revitalização, projeto aceito com entusiasmo por descendentes barngarla. Oficinas para esse fim começaram em Port Lincoln, Whyalla e Port Augusta em 2012. A recuperação baseia-se em documentos de 170 anos.

## Território
Segundo estimativas de Norman Tindale, as terras tradicionais dos barngarla cobriam cerca de 45,32 km², ao redor do lado leste do Lago Torrens, ao sul de Edeowie, e a oeste de Hookina e Port Augusta. Os limites ocidentais alcançavam Island Lagoon e Yardea. Woorakimba, Hesso, Yudnapinna e as Cordilheiras Gawler faziam parte das terras barngarla. A fronteira sul ficava perto de Kimba, Darke Peak, Cleve e Franklin Harbour.

## Organização social
Os barngarla tinham duas divisões tribais: os Wartabanggala, ao norte, que se estendiam de Port Augusta até Ogden Hill e as proximidades de Quorn e Beltana; e os Malkaripangala, ao sul, que viviam ao longo do lado oeste do Golfo Spencer. Conhecidos como pangkala, os barngarla também foram incluídos no grupo atualmente chamado Adnyamathanha.
Em 1844, o missionário Clamor Wilhelm Schürmann afirmou que os barngarla estavam divididos em duas classes, Mattiri e Karraru. Isso foi criticado pelo etnógrafo R. H. Mathews, que, ao estudar tribos sul-australianas, argumentou que Schürmann as confundiu, e que as divisões corretas, chamadas por ele de fratrias, compartilhadas por todas essas tribos, eram:
| Fratria | Marido    | Esposa   | Filhos   |
| ------- | --------- | -------- | -------- |
| A       | Kirrarroo | Matturri | Matturri |
| B       | Matturri  | Kirraroo | Kirraroo |

Os barngarla praticavam tanto a circuncisão quanto a subincisão.

## Título nativo barngarla
Em 22 de janeiro de 2015, o povo barngarla obteve o título nativo sobre grande parte da Península de Eyre. Eles solicitaram 44 500 km² e receberam a maioria disso.
Em 24 de setembro de 2021, eles receberam o título nativo sobre a cidade de Port Augusta, após uma batalha de 25 anos. A juíza Natalie Charlesworth presidiu a sessão.

## Nomes alternativos
- Arkaba-tura (homens de Arkaba, um topônimo)
- Bangala, Bungela
- Banggala, Bahngala
- Bungeha
- Jadliaura people
- Kooapidna[12]
- Kooapudna (horda de Franklin Harbour)
- Kortabina (topônimo)[24]
- Pamkala
- Pankalla, Parnkalla, Parn-kal-la, Pankarla
- Punkalla
- Punkirla
- Wanbirujurari ("homens da costa", termo tribal do norte para hordas do sul)
- Willara
- Willeuroo[25] ("oeste"/ "ocidental")

## Algumas palavras
- babi "pai"
- gadalyili, goonya, walgara "tubarão"[c]
- goordnidi "cão nativo"
- ngami "mãe"
- yangkunnu "Cacatua-rosa"
- wilga "cão doméstico"

A língua barngarla possui quatro números gramaticais: singular, dual, plural e super plural.:227–228 Por exemplo:
- wárraidya "emu" (singular)
- wárraidyailyarranha "muitos emus", "montes de emus" (super plural)[26]:228
- wárraidyalbili "dois emus" (dual)
- wárraidyarri "emus" (plural)

### Citações
1. ↑  Barngarla Language Advisory Committee (16 de outubro de 2016). «Barngarla Dictionary». Definition of barngarlidi. Barngarla Language Advisory Committee. Consultado em 28 de agosto de 2023
2. ↑  Howitt 1904, p. ?.
3. ↑  Prichard 1847, p. 79.
4. ↑  Ghil'ad, Zuckermann (19 de dezembro de 2018). «A world-first in language reclamation». Research article (em inglês). Universidade de Adelaide. Consultado em 27 de agosto de 2023
5. 1 2  Port Lincoln Council. «Port Lincoln History and Heritage». History and Heritage (em inglês). Port Lincoln Council. Consultado em 6 de outubro de 2023
6. ↑  «Indigenous Barngarla Australians win land claim». BBC News (em inglês). 22 de janeiro de 2015. Consultado em 9 de novembro de 2023
7. ↑  «Long-running Eyre peninsula native title claim upheld in Australia's federal court». The Guardian Australia (em inglês). Australian Associated Press. 22 de janeiro de 2015. Consultado em 6 de outubro de 2023
8. ↑  «Barngarla people win legal challenge to halt a nuclear dump on their Country at Kimba». NITV (em inglês). AAP. 18 de julho de 2023. Consultado em 6 de outubro de 2023
9. 1 2  Cane, Scott (23 de junho de 2020).  Cane, Scott, ed. A Cultural Heritage Investigation (PDF). A Cultural Heritage Investigation of the Whalers Way Orbital Launch Complex (em inglês)
10. ↑  Hamilton, Jodie; Milic, Henry (24 de julho de 2023). «Barngarla bush medicine book healing hearts and helping stolen children reconnect with country». Australian Broadcasting Corporation (em inglês). Península de Eyre: Australian Broadcasting Corporation. Consultado em 6 de outubro de 2023
11. 1 2  Goldsworthy 2014.
12. 1 2 3 4 5  Tindale 1974, p. 216.
13. 1 2  Ganter, Regina. «Port Lincoln (1843-1852)». Griffith University - German Missionaries in Australia (em inglês). Universidade Griffith. Consultado em 6 de outubro de 2023
14. ↑  Morrison, Jane (5 de outubro de 2022). «Some Known Conflicts in South Australia». Australian Frontier Conflicts (em inglês). Australian Frontier Conflicts Website. Consultado em 6 de outubro de 2023. 1862 - Venus Bay, 60 kms south-east of Streaky Bay
15. ↑  State Library of South Australia. «Aboriginal missions in South Australia: Poonindie». State Library of South Australia (em inglês). Consultado em 6 de outubro de 2023
16. ↑  17K views · 499 reactions | How to revive a lost language | #ICYMI: A language that was considered 'asleep' for decades is being reawakened in South Australia's Eyre Peninsula. And a warning, the following... | By ABC Indigenous | Facebook (em inglês). Consultado em 15 de dezembro de 2024 – via www.facebook.com
17. ↑  Atkinson 2013.
18. ↑  Anderson 2012.
19. ↑  «Our Story». Nepabunna (em inglês). Consultado em 13 de novembro de 2020
20. ↑  Mathews 1900, p. 79.
21. ↑  Mathews 1900, p. 82.
22. ↑  Gage & Whiting 2015.
23. ↑  Roberts, Georgia; Gooch, Declan (24 de setembro de 2021). «Barngarla people granted native title over Port Augusta after 25-year fight». ABC News (em inglês). Australian Broadcasting Corporation. Consultado em 13 de fevereiro de 2022
24. ↑  Green 1886, p. 126.
25. ↑  Bryant 1879, p. 103.
26. 1 2  Zuckermann, Ghil'ad 2020, Revivalistics: From the Genesis of Israeli to Language Reclamation in Australia and Beyond, Oxford University Press. ISBN 9780199812790 / ISBN 9780199812776